# Luxgen U7
Luxgen U7, раніше відомий як Luxgen7 SUV  - середньорозмірний кросовер тайванської автомобільної марки Luxgen. Автомобіль отримав дві нагороди Taiwan Excellence Awards.

## Про модель
Автомобіль обладнаний чотирициліндровим двигуном із турбокомпресором MEFI, розробленим ChungHwa Engine Corp. і виробленим Delphi Corporation. Турбокомпресори ж поставляються компанією Garrett AiResearch. Двигуни лише бензинові, модифікації з дизельним двигуном відсутні. 5-швидкісна автоматична коробка передач Aisin. Передній або повний привод (три режими роботи). На базі інформаційної платформи Think+ (розроблена спільно з HTC)  доступні система кругового огляду, система стеження за сліпими зонами, функція нічного бачення та система стеження за дорожньою розміткою.